# Delmenhorster Schachklub
Der Delmenhorster Schachklub von 1931 e. V. ist ein Schachverein. Er ist Mitglied des Landesschachbundes Bremen. In den 1970er Jahren hatte er eine der führenden Schach-Mannschaften Norddeutschlands.
Besonders in den 1960er Jahren unter dem Vorsitz des Tiefbauunternehmers Karl-Heinz Schaffarzyk (1923–2005), der den Verein auch finanziell unterstützte, entwickelte sich der Klub immer mehr zu einem Großverein. Im Mai 2002 sprach der Deutsche Schachbund Schaffarzyk Dank und Anerkennung in Form einer Ehrenurkunde aus.
Den bisher größten Erfolg errang er im Jahr 2000, als er in der Schachbundesliga hinter den traditionsreichen Vereinen SG Porz und Solinger SG 1868 den 3. Platz erreichte. Die 1. Bundesligamannschaft bestand damals aus den Topspielern GM Ian Rogers, GM Simen Agdestein, GM Julian Hodgson, GM Stuart Conquest und einheimischen Spielern wie Egon Ditt.
In der Saison 2010/11 hatte der Verein 100 Mitglieder. Die erste Mannschaft spielte in der 1. Bundesliga. Mit Stand 1. August 2010 waren ein Großmeister, sechs Internationale Meister (IM) und eine Internationale Meisterin der Frauen (WIM) Mitglied des Vereins. Nach dem sportlichen Abstieg in dieser Saison zog Delmenhorst die 1. Mannschaft auch aus der 2. Bundesliga Nord zurück und spielt in der Oberliga Nord, Staffel West.